# بير كنودسن (لاعب كرة قدم)
بير كنودسن (بالدنماركية: Per Knudsen)‏ هو مدرب كرة قدم ولاعب كرة قدم دنماركي، ولد في 2 يونيو 1925 في آرهوس في الدنمارك، وتوفي بنفس المكان في 8 فبراير 1999. شارك مع منتخب الدنمارك لكرة القدم. أما مع النوادي، فقد لعب مع آرهوس جمناستيك فورينينغ.

## روابط خارجية
- بير كنودسن على موقع قاعدة بيانات كرة القدم.إي يو (الإنجليزية)
- بير كنودسن على موقع عالم كرة القدم.نت (الإنجليزية)
- بير كنودسن على موقع أوليمبيديا (الإنجليزية)